# Lago Manapouri
Il lago Manapouri è situato nell'Isola del Sud della Nuova Zelanda. Si trova all'interno del Parco nazionale del Fiordland e della più ampia regione di Te Wahipounamu, che è Patrimonio dell'umanità dell'UNESCO.
Con una profondità di 444 metri, è il secondo lago più profondo della Nuova Zelanda dopo il lago Hauroko. Si trova ad un'altitudine di 170 metri e contiene 33 isole, delle quali 22 sono ricoperte da boschi. La più grande è Pomona Island (262 ha).
È spesso descritto come il più bel lago della Nuova Zelanda.